# Europees amateurkampioenschap golf
Het Europees amateurkampioenschap golf is een van de belangrijkste internationale golfwedstrijden dat jaarlijks plaatsvindt en georganiseerd wordt door de overkoepelende Europese federatie, de EGA.

## Formule
Er wordt strokeplay gespeeld over 4 rondes van 18 holes. De cut is na 3 dagen, waarna slechts de 60 beste spelers (en diegene met een gelijke score als de 60ste) in aanmerking komen om de laatste ronde te spelen. Het maximaal aantal deelnemers is gesteld op 144.

## Heren

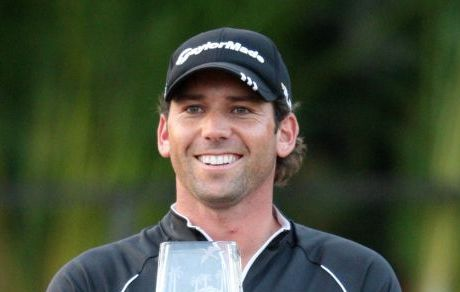
Sergio Garcia
winnaar 1995

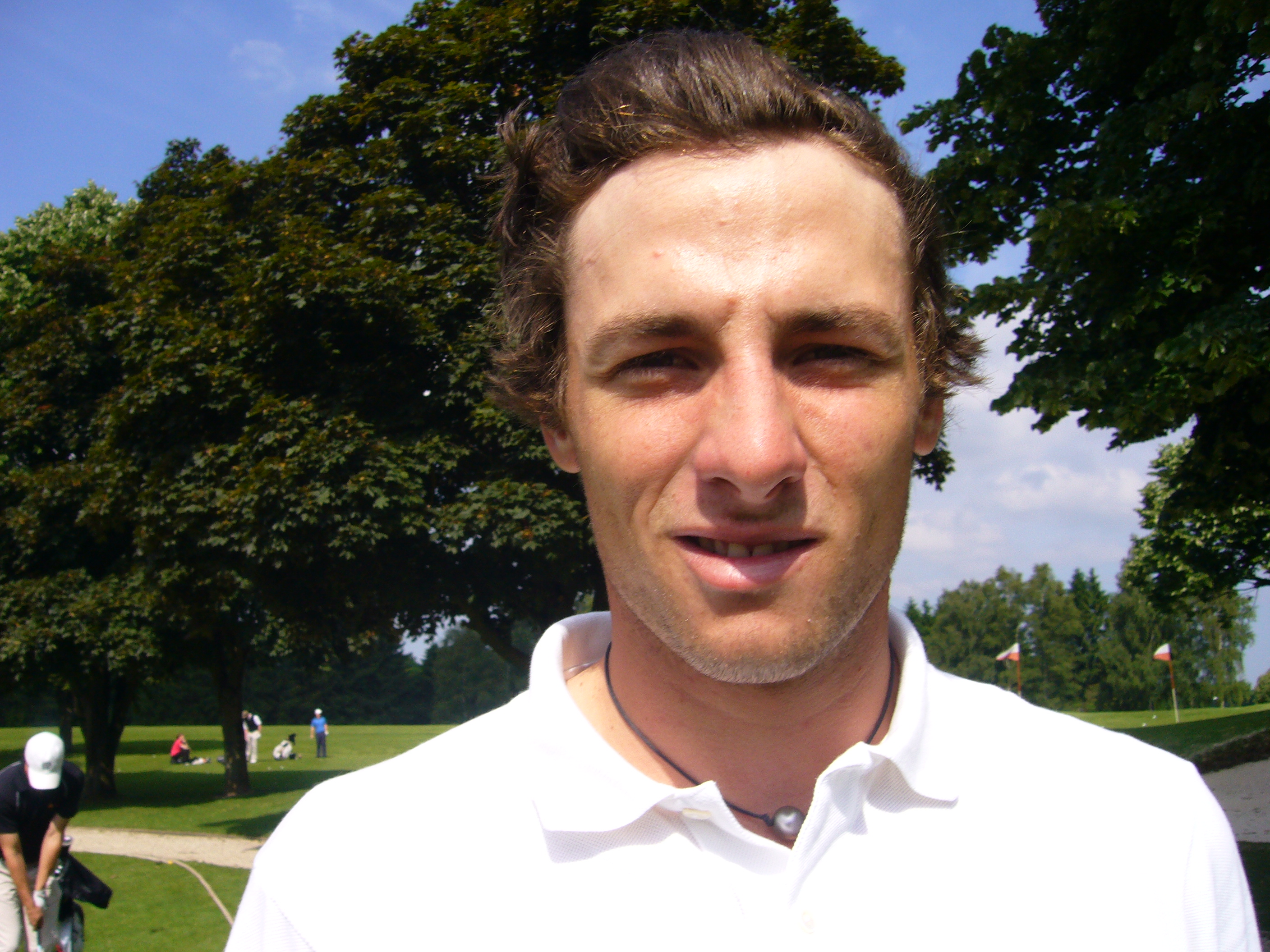
Benjamin Hebert
winnaar 2007

| Jaar | Winnaar            | Score | Score | Baan                                     | Land        |
| ---- | ------------------ | ----- | ----- | ---------------------------------------- | ----------- |
| 1986 | Anders Haglund     | 282   | -6    | Eindhovensche Golf                       | Nederland   |
| 1988 | David Ecob         | 284   | -4    | Falkenstein Golf Club                    | Duitsland   |
| 1990 | Klas Erikson       | 279   | -9    | Aalborg Golf Club                        | Denemarken  |
| 1991 | Jim Payne          | 281   | -7    | Hillside Golf Club                       | Engeland    |
| 1992 | Massimo Scarpa     | 284   | -4    | Le Querce Golf Club                      | Italië      |
| 1993 | Morten Backhausen  | 276   | -2    | Dalmahoy Golf Club                       | Schotland   |
| 1994 | Stephen Gallacher  | 278   | -10   | Aura Golf Club                           | Finland     |
| 1995 | Sergio García      | 276   | -12   | Real Club de Golf El Prat                | Spanje      |
| 1996 | Daniel L Olsson    | 276   | -8    | Karlstads Golf Club                      |             |
| 1997 | Didier De Vooght   | 278   | -10   | Golf Club du Domaine Impériale           | Zwitserland |
| 1998 | Paddy Gribben      | 274   | -10   | Golf du Médoc                            | Frankrijk   |
| 1999 | Grégory Havret     | 207   | -9    | Celtic Manor Golf                        | Wales       |
| 2000 | Carl Pettersson    | 263   | -15   | Styrian GC Murhof                        | Oostenrijk  |
| 2001 | Stephen Browne     | 270   | -8    | Odense Eventyr Golf                      | Denemarken  |
| 2002 | Raphaël Pelliciolo | 284   | -4    | Troia Golf Club                          | Portugal    |
| 2003 | Brian McElhinney   | 283   | -5    | Nairn Golf Club                          | Schotland   |
| 2004 | Matt Richardson    | 273   | -11   | Skövde Golf Club                         | Zweden      |
| 2005 | Marius Thorp       | 280   | -8    | Rinkven GC                               |             |
| 2006 | Rory McIlroy       | 274   | -14   | Biella Golf Club                         | Italië      |
| 2007 | Benjamin Hebert po | 277   | -11   | Sporting Club Berlin                     |             |
| 2008 | Stephan Gross Jr.  | 280   | -8    | Esbjerg Golf Club                        | Denemarken  |
| 2009 | Victor Dubuisson   | 277   | -11   | Golf de Chantilly                        | Frankrijk   |
| 2010 | Lucas Bjerregaard  | 273   | -15   | Linna Golf                               | Finland     |
| 2011 | Manuel Trappel     | 278   | -10   | Halmstad GC                              | Zweden      |
| 2012 | Rhys Pugh          | 277   | -11   | Carlton House                            | Ierland     |
| 2013 | Ashley Chesters    | 284   | -4    | Real Club de Golf El Prat                | Spanje      |
| 2014 | Ashley Chesters    | 282   | -6    | The Duke's St. Andrews                   | Schotland   |
| 2015 | Stefano Mazzoli    | 269   | -19   | Penati Golf Resort                       | Slowakije   |
| 2016 | Luca Cianchetti    | 272   | -16   | Estonian Golf & Country Club             | Estland     |
| 2017 | Alfie Plant        | 273   | -15   | Walton Heath Golf Club                   | Engeland    |
| 2018 | Nicolai Højgård    | 281   | -7    | Koninklijke Haagsche Golf & Country Club | Nederland   |

## Dames

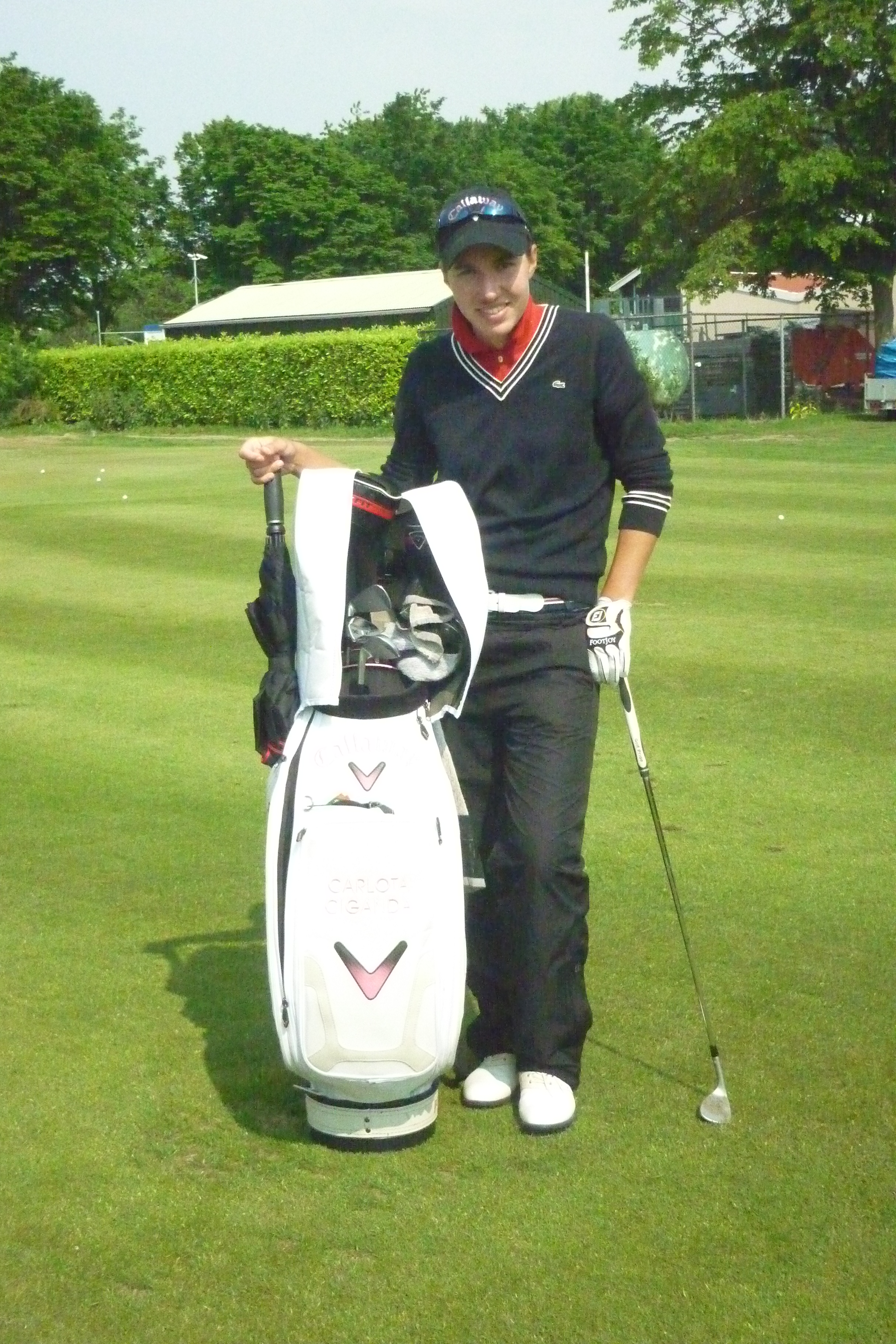
Carlota Ciganda
winnares 2004 en 2008

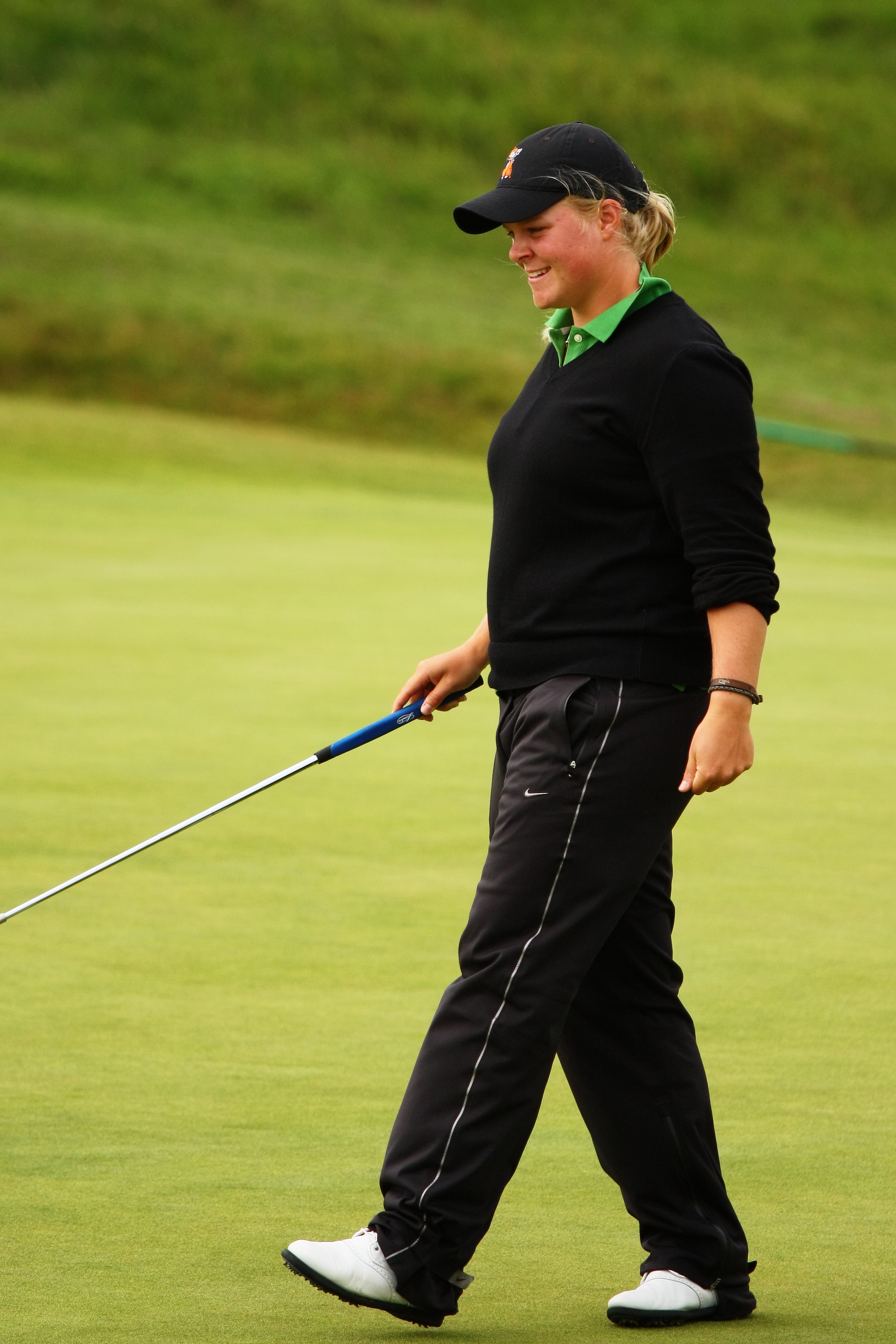
Caroline Hedwall
winnares 2007 en 2009

| Jaar | Winnaar                 | Score | Score | Baan                       | Land              |
| ---- | ----------------------- | ----- | ----- | -------------------------- | ----------------- |
| 1986 | Martina Koch            | 286   | -2    | Morfontaine GC             | Frankrijk         |
| 1988 | Florence Descampe       | 289   | +1    | Pedrena GC                 | Spanje            |
| 1990 | Martina Koch            | 295   | +7    | Zumikon GC                 | Zwitserland       |
| 1991 | Delphine Bourson        | 294   | +6    | Schönborn GC               | Oostenrijk        |
| 1992 | Joanne Morley           | 284   | -4    | Estoril GC                 | Portugal          |
| 1993 | Vibeke Stensrud         | 277   | -11   | Torino GC                  | Italië            |
| 1994 | Martina Fischer         | 288   | 0     | Bastad GC                  | Zweden            |
| 1995 | Maria Hjorth            | 284   | -4    | Berlin GC                  | Duitsland         |
| 1996 | Silvia Cavalleri        | 288   | +4    | Furesø Golf Klubb          | Denemarken        |
| 1997 | Silvia Cavalleri        | 297   | +9    | Formby GC                  | Engeland          |
| 1998 | Giulia Sergas           | 295   | +7    | Noordwijkse Golfclub       | Nederland         |
| 1999 | Sofia Sandolo           | 284   | -4    | Karlovy GC                 | Tsjechië          |
| 2000 | Emma Duggleby           | 283   | -5    | Amber Baltic GC            | Polen             |
| 2001 | Martina Eberl           | 217   | -2    | Biella GC                  | Italië            |
| 2002 | Becky Brewerton         | 288   | 0     | Kristianstads GC           | Zweden            |
| 2003 | Virginie Lagoutte       | 293   | +5    | Shannon GC                 | Ierland           |
| 2004 | Carlota Ciganda         | 282   | -6    | Ulzama GC                  | Spanje            |
| 2005 | Jade Schaeffer          | 286   | -2    | Santo da Serra GC          | Madeira, Portugal |
| 2006 | Belen Mozo              | 278   | -6    | Hamburg Falkenstein GC     | Duitsland         |
| 2007 | Caroline Hedwall        | 288   | -5    | Golf National              | Frankrijk         |
| 2008 | Carlota Ciganda         | 289   | +1    | Golfclub Schloss Schönborn | Oostenrijk        |
| 2009 | Caroline Hedwall        | 285   | +1    | Falsterbo GC               | Zweden            |
| 2010 | Sophia Popov            | 280   | -8    | Kunětická Hora G.C.        | Tsjechië          |
| 2011 | Lisa Maguire            | 293   | +5    | Noordwijkse Golfclub       | Nederland         |
| 2012 | Celine Boutier          | 268   | -16   | Diners G&CC                | Slovenië          |
| 2013 | Emily Kristine Pedersen | 276   | -8    | Aura GC                    | Turkije           |
| 2014 | Luna Sóbron             | 278   | -10   | Estonian G&CC              | Estland           |
| 2015 | María Parra             | 273   | -15   | Murhof Golf Club           | Oostenrijk        |
| 2016 | Bronte Law              | 277   | -11   | Hooks Golf Club            | Zweden            |
| 2017 | Agathe Laisné           | 280   | -8    | Golf Club de Lausanne      | Zwitserland       |
| 2018 | Celia Barquín           | 272   | -16   | Penati Golf Resort         | Slowakije         |